# Caio Cílnio Próculo
Caio Cílnio Próculo (em latim: Gaius Cilnius Proculus) foi um senador romano nomeado cônsul sufecto para o nundínio de setembro a dezembro de 87 com Lúcio Nerácio Prisco. Não se sabe se ele era parente do famoso Caio Cílnio Mecenas. Sua existência é atestada apenas em inscrições.

## Carreira
Próculo foi governador da Mésia Superior entre 100 e 102. Durante seu mandato, Próculo demonstrou bravura suficiente em combate e foi condecorado, possivelmente durante a Campanha dácia de Trajano. Um Caio Cílnio Próculo também foi governador da Dalmácia durante o reinado de Trajano, mas Werner Eck considera mais provável que ele tenha sido o filho deste Próculo, cônsul sufecto em 100.